# 高鸿宾
參數所指定的目標頁面不存在，建議更正成存在頁面或直接建立下列一個頁面（建立前請先搜尋是否有合適的存在頁面可以取代）：
- 高鸿宾 (化学家)

高鸿宾（1953年5月—2024年5月10日）籍贯不详，中华人民共和国官员。

## 生平
1975年12月加入中国共产党，1969年9月参加工作。研究生学历，高级经济师。自1980年代初开始从事农业、农村经济政策研究，曾长期从事国家扶贫开发工作。1995年2月至1996年4月，任国务院扶贫开发领导小组办公室外资项目管理中心主任。1996年4月至2003年3月，任国务院扶贫开发领导小组成员、办公室副主任。2003年3月至2007年7月，任国务院扶贫开发领导小组办公室副主任、党组副书记。2007年7月至2013年7月，任中华人民共和国农业部党组成员、副部长。
他是第十二届全国政协委员。